# Октополіс та Октлантіс

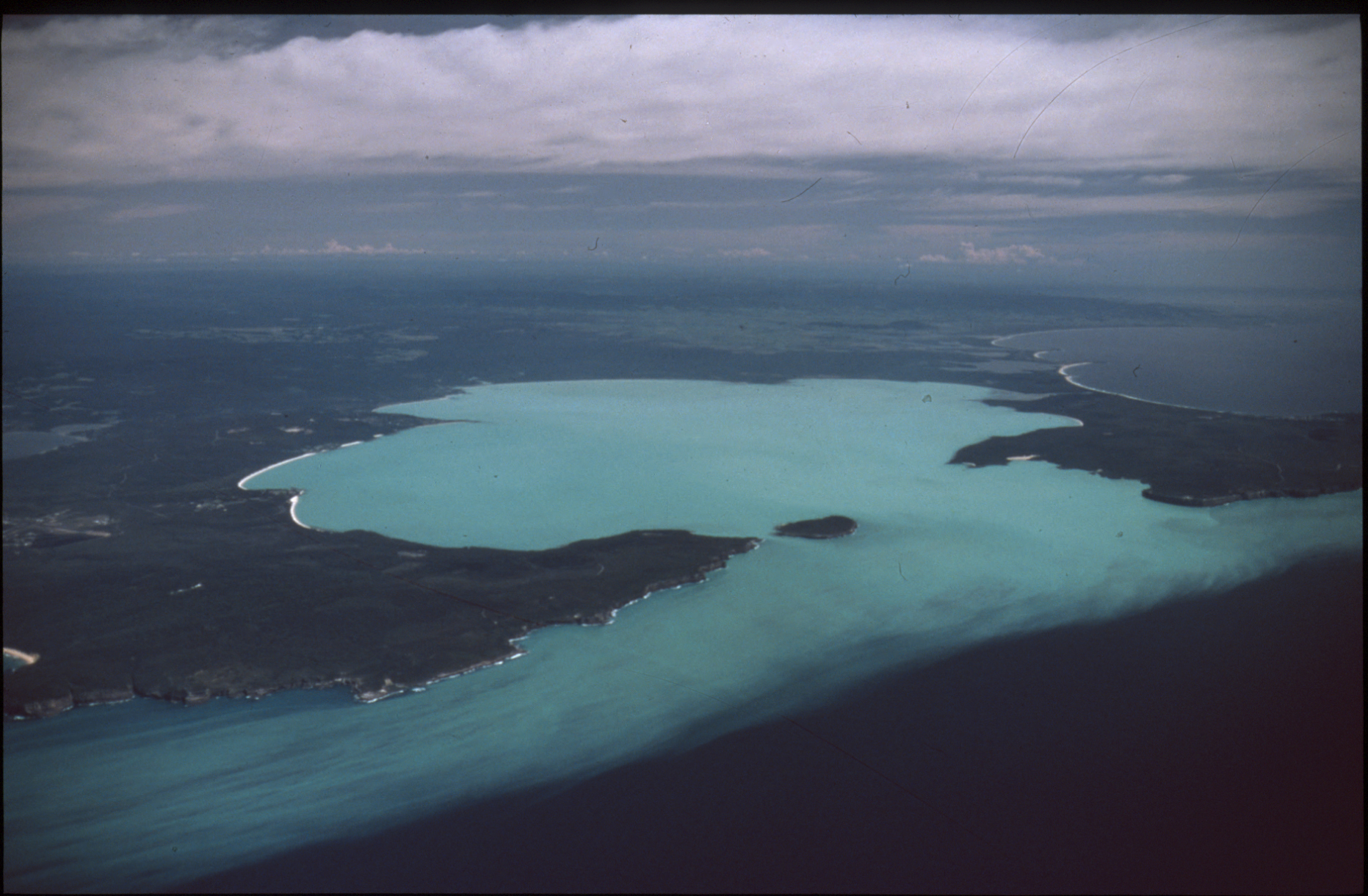
Затока Джервіс у Новому Південному Уельсі, Австралія, де розташовані обидва поселення.

Октополіс та Октлантіс — це два поселення, населені похмурими восьминогами (Octopus tetricus) у затоці Джервіс, на південному узбережжі Нового Південного Уельсу.
Перше місце, яке біологи назвали «Октополіс», було виявлено у 2009 році. Октополіс складається з шару мушель (переважно гребінцевих), що утворюють еліпс діаметром 2–3 метри по довшій осі, з єдиним шматком антропогенного детриту, який, ймовірно, є уламком металу, всередині ділянки. Восьминоги риють нори, заглиблюючись у шар мушель. Мушлі, ймовірно, є набагато кращим будівельним матеріалом для восьминогів, ніж дрібний осад навколо місця. В Октополісі одночасно спостерігали до 14 восьминогів.
У 2016 році неподалік було виявлено друге поселення, яке отримало назву «Октлантіс»; воно не містить жодних об’єктів, створених людиною, та може вміщувати подібну кількість восьминогів. 
Обидва місця розташовані в національному парку Будері. Деякі ЗМІ описували ці місця як «міста восьминогів», але дослідники, які працювали там, вважають таке порівняння оманливим.

## Зовнішні посилання
- Галерея поселень
- Восьминоги більш соціальні, ніж вважалося, доводять мешканці «Восьминога», NewsWeek
- Восьминіг у блозі про гігантських каракатиць